# Хорхе Сото
Хорхе Сото (ісп. Jorge Soto, нар. 27 жовтня 1971, Ліма) — перуанський футболіст, що грав на позиції півзахисника, зокрема за клуб «Спортінг Крістал», а також за національну збірну Перу.

## Клубна кар'єра
У дорослому футболі дебютував 1990 року виступами за команду «Депортіво Мунісіпаль», в якій провів три роки, взявши участь у 42 матчах чемпіонату. 
Своєю грою за цю команду привернув увагу представників тренерського штабу клубу «Спортінг Крістал», до складу якого приєднався 1993 року. Відіграв за команду з Ліми наступні сім сезонів своєї ігрової кар'єри. Більшість часу, проведеного у складі «Спортінг Крістала», був основним гравцем команди, відіграв за неї понад 200 матчів.
1999 року перебрався до аргентинського «Лануса». Згодом у його кар'єрі були бразильський «Фламенго», «Спортінг Крістал», мексиканський «Сан-Луїс» та «Альянса Ліма».
Завершував ігрову кар'єру в команді «Мельгар», за яку виступав протягом 2008—2009 років.

## Виступи за збірну
1992 року дебютував в офіційних матчах у складі національної збірної Перу.
У складі збірної був учасником п'яти Кубків Америки — 1993 року в Еквадорі, 1995 року в Уругваї, 1999 року в Парагваї, 2001 року в Колумбії та 2004 року в Перу. 2000 року зі збірною брав участь у тогорічному Золотому кубку КОНКАКАФ у США, куди перуанці поїхали як запрошена команда.
Загалом протягом кар'єри в національній команді, яка тривала 14 років, провів у її формі 101 матч, забивши 9 голів.